# Motukokako Island
Motukokako Island (Piercy Island), in Māori Motu Kōkako genannt, ist eine kleine Felseninsel an der Ostküste der Region Northland an der Nordinsel von Neuseeland.

## Namensherkunft
Motu Kōkako bedeutet in der Sprache der Māori „Insel des Kōkako“ (Lappenkrähe). Den europäisierten Namen Piercy Island erhielt die Insel von dem britischen Seefahrer und Entdecker Kapitän James Cook. Unter den Touristen ist die Insel eher als „The Hole in the Rock“ (Das Loch im Felsen) bekannt.

## Geographie
Die unbewohnte und 6,9 Hektar große Insel befindet sich 22 km nordöstlich von Russell am östlichen Ende der Bay of Islands, wenige hundert Meter vor der Spitze von Cape Brett. Mit einer Höhe von 152 m ragt sie bei einer Längenausdehnung von 405 m und einer maximalen Breite von 257 m sehr bestimmend aus dem Küstengewässer heraus. Südlich angrenzend befindet sich die schmale, rund 150 m lange Insel Tiheru Island und Otuwhanga Island liegt nur 565 m südwestlich entfernt, direkt vor der Landzunge von Cape Brett.
Administrativ gehört Motukokako Island zum Far North District.

## Geologie
Die Basis der Insel besteht im Wesentlichen aus Grauwacke und Schiefer, die erdgeschichtlich zwischen dem Perm und  Jura entstanden sind. Ihre Schichten sind diskordant überlagert durch im Oligozän gebildeten Kalkstein. Das nördliche Ende der Insel ist mit von Zink und Blei mineralisierten Kalksilikaten und Quarzadern durchsetzt.
Während die Überfläche der Felseninsel nach Norden hin allmählich abfällt, sind die Flanken zu allen anderen Himmelsrichtungen steil aufgeführt und fallen zum Teil bis zu 100 m steil ab. An der Südseite der Insel hat sich durch Erosion ein großes Loch im Felsen gebildet, das die Durchfahrt mit kleineren Schiffen ermöglicht.

## Flora und Fauna
Die Insel ist frei von Ratten und an ihrem Hang nach Norden mit Tawapou-Bäumen (Pouteria costata) bewachsen. Die Vegetationsvielfalt ist beachtlich, so konnten Forscher über Hundert verschiedene Pflanzenarten vorfinden. Auf der Insel nisten zwei verschiedene Arten von Sturmvögel, Pterodroma macroptera und Pterodroma nigripennis und konnten zwei Arten von Echsen gefunden werden, Leiolopisma smithi und Hoplodactylus pacificus, sowie eine Schneckenart, Rhytida dunniae.

## Tourismus
Das „The Hole in the Rock“ ist ein begehrtes Touristenziel geworden, zu dem Bootsfahrten von Paihia und Russell aus organisiert werden. Bei ruhigem Seegang und entsprechendem Gezeitenstand kann die Öffnung im Felsen mit Booten durchfahren werden.

## Trivia
Die Insel wurde 1996 von der New Zealand Post auf einer 40-Cent-Briefmarke dargestellt.